# Agyagosszergény
Agyagosszergény è un comune di 932 abitanti situato nella contea di Győr-Moson-Sopron, nell'Ungheria nordoccidentale.